# Trachylepis occidentalis
Trachylepis occidentalis este o specie de șopârle din genul Trachylepis, familia Scincidae, descrisă de Peters 1867. Conform Catalogue of Life specia Trachylepis occidentalis nu are subspecii cunoscute.